# Kamienica Augusta Mintza w Szczecinie
Kamienica Augusta Mintza w Szczecinie – zabytkowy budynek mieszkalny z lokalami usługowymi, znajdujący się na narożniku alei Papieża Jana Pawła II i ulicy Śląskiej, na obszarze szczecińskiego osiedla Centrum, w dzielnicy Śródmieście.
Stanowi przykład zachowanej przedwojennej eklektycznej zabudowy placu Grunwaldzkiego, a jej wyjątkowość podkreśla zachowane wyposażenie apteki mieszczącej się na parterze, powstałej w 1900 r.

## Opis

### Kamienica
Autorem projektu budynku był Georg Sonnenstuhl, a prace budowlane przeprowadzono około 1898 r. Budynek powstał dla Augusta Mintza. Kamienica jest budynkiem pięciokondygnacyjnym, przy czym ostatnie piętro ukryte jest w dachu. Zarówno lewe, jak i prawe skrzydło budynku są trzynastoosiowe, natomiast liczba osi frontu jest równa sześć. Pokryty kamiennymi płytami parter charakteryzuje się dużymi witrynami zakończonymi łukowatymi nadprożami. Osie nr 3, 4 oraz 10, 11 obydwu bocznych skrzydeł budynku zaakcentowano wykuszami na wysokości pierwszego i drugiego piętra. Balkony umieszczono zarówno pomiędzy wykuszami, jak i na ich zwieńczeniach; te ostatnie otrzymały dekoracyjne balustrady z płycinami. Nadproża okien drugiego piętra i trzeciego piętra ozdobiono półokrągłymi płycinami z motywami roślinnymi, przy czym okna na trzecim piętrze udekorowano jeszcze dodatkowymi, trójkątnymi gzymsami. Okna trzeciego piętra położone tuż nad wykuszami oddzielono dodatkowo od lica fasady poprzez czworoboczne słupki zwieńczone metalowymi iglicami. Pomiędzy tymiż słupkami na poddaszu znajdowały się szczyty z okienkami, złożone z dwóch części: większej podstawy w kształcie trapezu i mniejszego, trójkątnego zwieńczenia z iglicą. Pomieszczenia poddasza doświetlono też lukarnami o cebulastych daszkach. Cztery środkowe osie fasady przedniej (zwróconej ku placowi Grunwaldzkiemu) umieszczono w ryzalicie. Ryzalit ozdobiono na wysokości pierwszego piętra płycinami przedstawiającymi kwitnące kwiaty. Drugie piętro oddzielono od pierwszego poziomym gzymsem, a jego otwory okienne zwieńczono półokrągłymi płycinami. Trzecie piętro ryzalitu połączono harmonijnie z dwuczęściowym szczytem za pośrednictwem zwieńczonych daszkami wnęk z rzeźbami (przy krawędziach ryzalitu), słupkami w kształcie walca zakończonymi metalowymi iglicami, a także płyciną ze słonecznikiem. Szczyt ryzalitu przypomina zrealizowane w większej skali szczyty elewacji bocznych: podobnie do nich złożono go z dwóch części. Podstawę w kształcie trapezu ozdobiono płyciną z motywami roślinnymi, puttami podtrzymującymi herb z cyrklem i węgielnicą oraz wstęgą z napisem „A. D. 1898”. Górną, trójkątną część szczytu także wzbogacały płyciny.
W czasie II wojny światowej lub też po jej zakończeniu, kamienica straciła część swojego zewnętrznego wystroju. Nie zachowały się szczyty i zdobienia słupków nad wykuszami elewacji bocznych, rzeźby we wnękach ryzalitu, trójkątne zakończenie szczytu nad ryzalitem, a także lukarny poddasza. Część tych detali mogła też zostać usunięta w wyniku adaptacji poddasza na potrzeby lokali mieszkalnych. 24 stycznia 1977 r. kamienica została wpisana do rejestru zabytków (nr rej. 796).

### Apteka
W 1900 r. lokal od strony placu Grunwaldzkiego (wówczas Kaiser-Wilhelm-Platz) zajęła apteka dr. G. Luckenbacha („Apotheke von dr. G. Luckenbach”). Najważniejszym pomieszczeniem apteki była izba ekspedycyjna ze stanowiskami kasjerskimi. Ściany i sufit izby ozdobiono drewnianą boazerią. Przy ścianach zamontowano drewniany, zdobiony roślinnymi motywami regał z zegarem i tylnymi ściankami w postaci luster. W środkowej części izby usytuowano filar z gablotką. W 1928 r. pomiędzy dwiema witrynami apteki w ryzalicie zamontowano zegar. Interesujący jest fakt, że jego mechanizm sterowany był przez inny, większy zegar, umieszczony na tyłach apteki. Po zakończeniu działań wojennych nową aptekę w tym samym lokalu otworzyło przedsiębiorstwo Cefarm Szczecin. Większość przedwojennego wyposażenia pomieszczeń apteki (izby ekspedycyjnej, gabinetu, biura i receptury) zachowała się do współczesnych czasów. W 2003 r. odsłonięto schowany za reklamą zegar na elewacji, po czym poddano go pracom konserwacyjnym i wymianie napędu z mechanicznego na elektryczny.
Wnętrze apteki wpisane jest do rejestru zabytków (nr rej. 787 z 3 listopada 1976 r.).

## Galeria

### Zewnętrze kamienicy

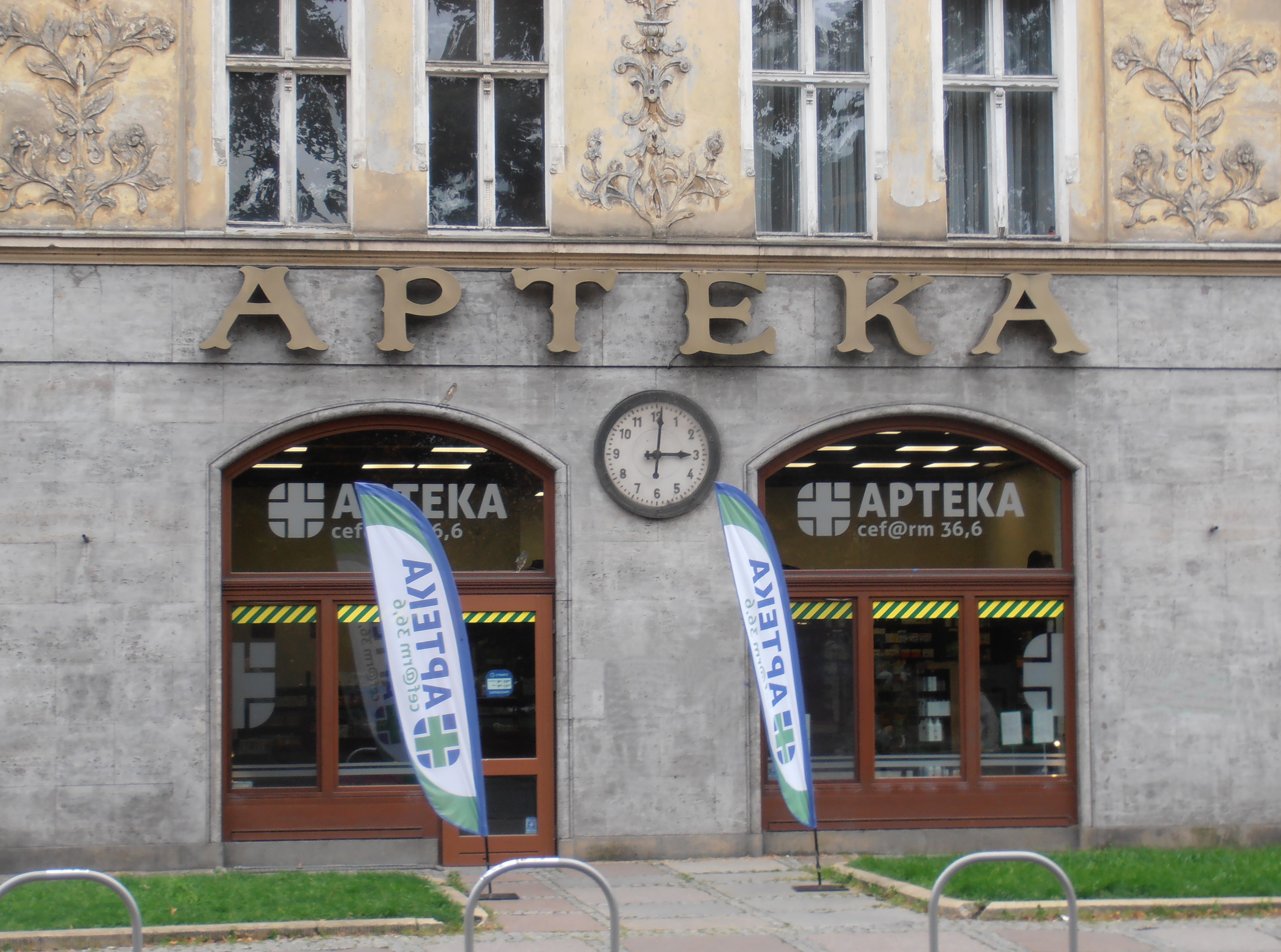
Fasada apteki, widoczny zegar z 1928 r.
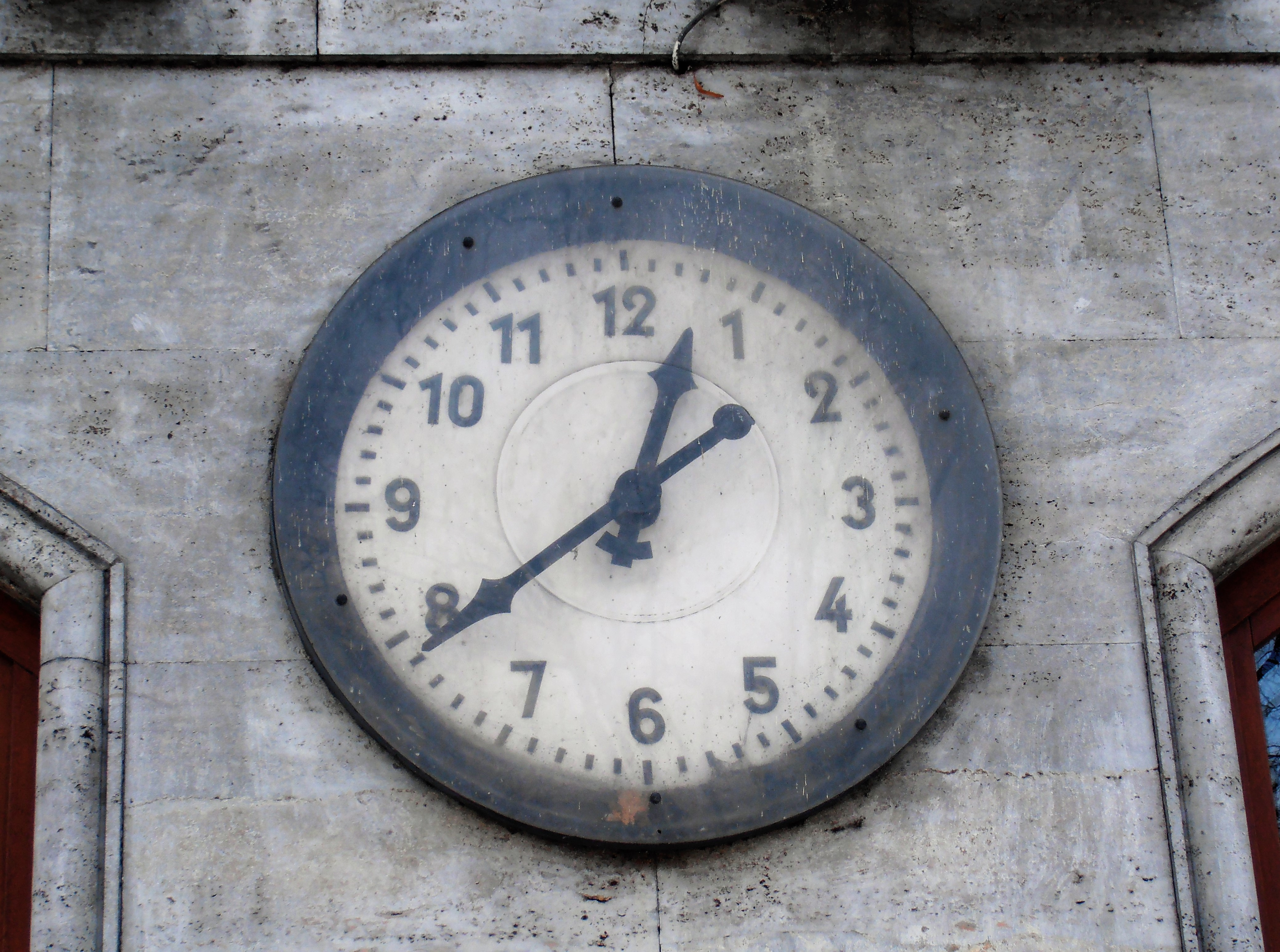
Replika przedwojennego zegara od strony pl. Grunwaldzkiego
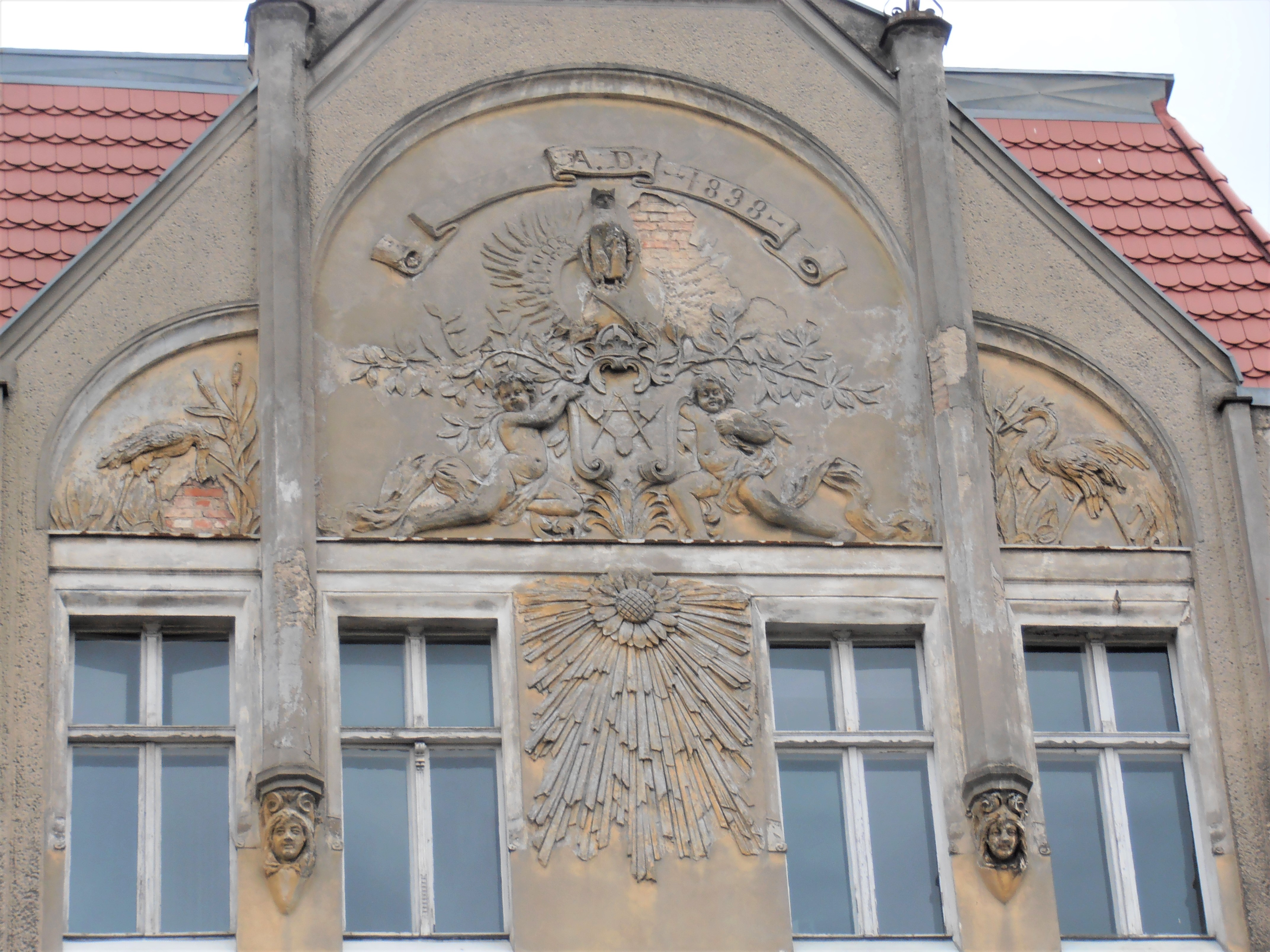
Zdobienia szczytu kamienicy
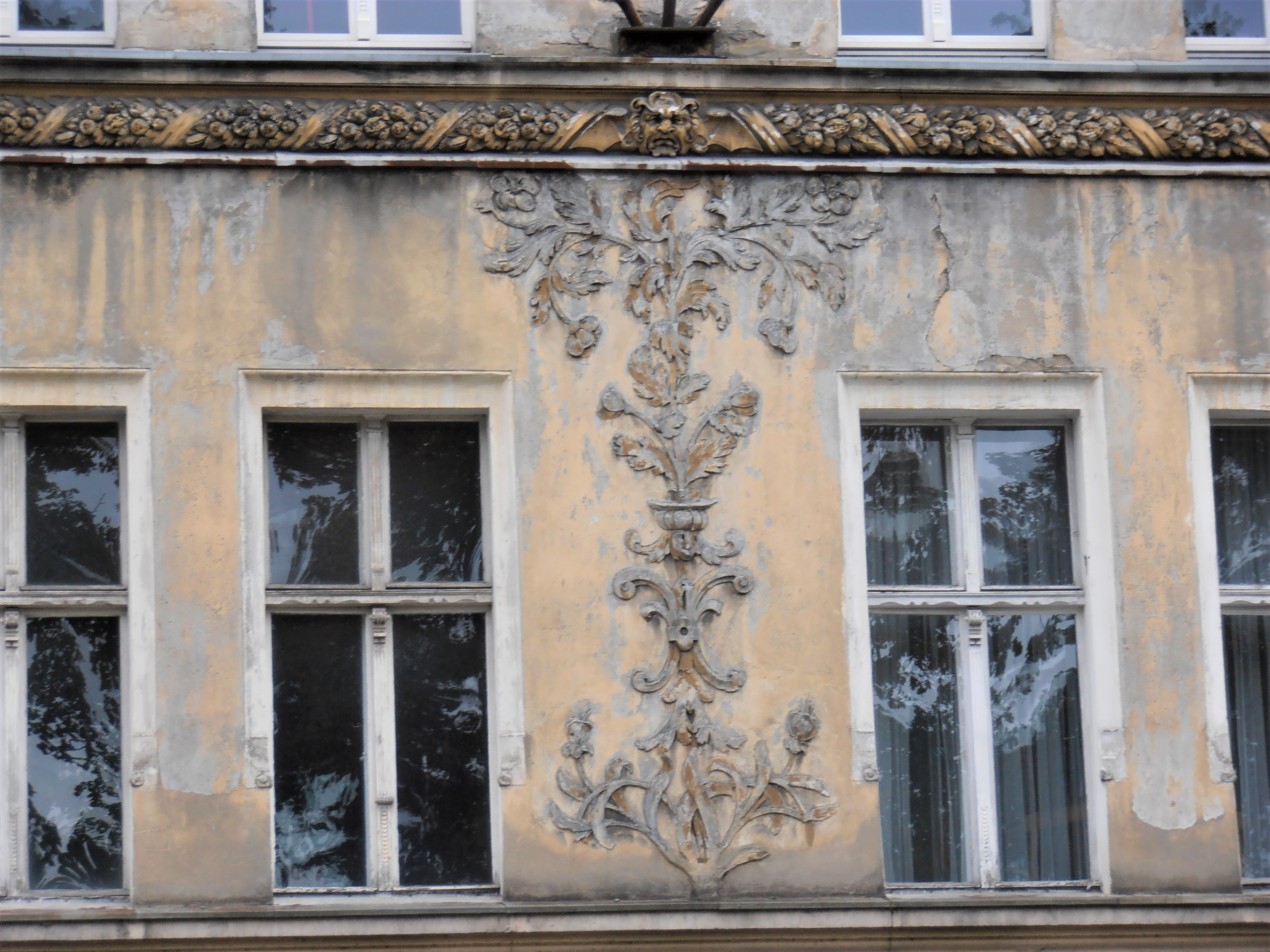
Dekoracje fasady od strony pl. Grunwaldzkiego

### Wnętrze apteki

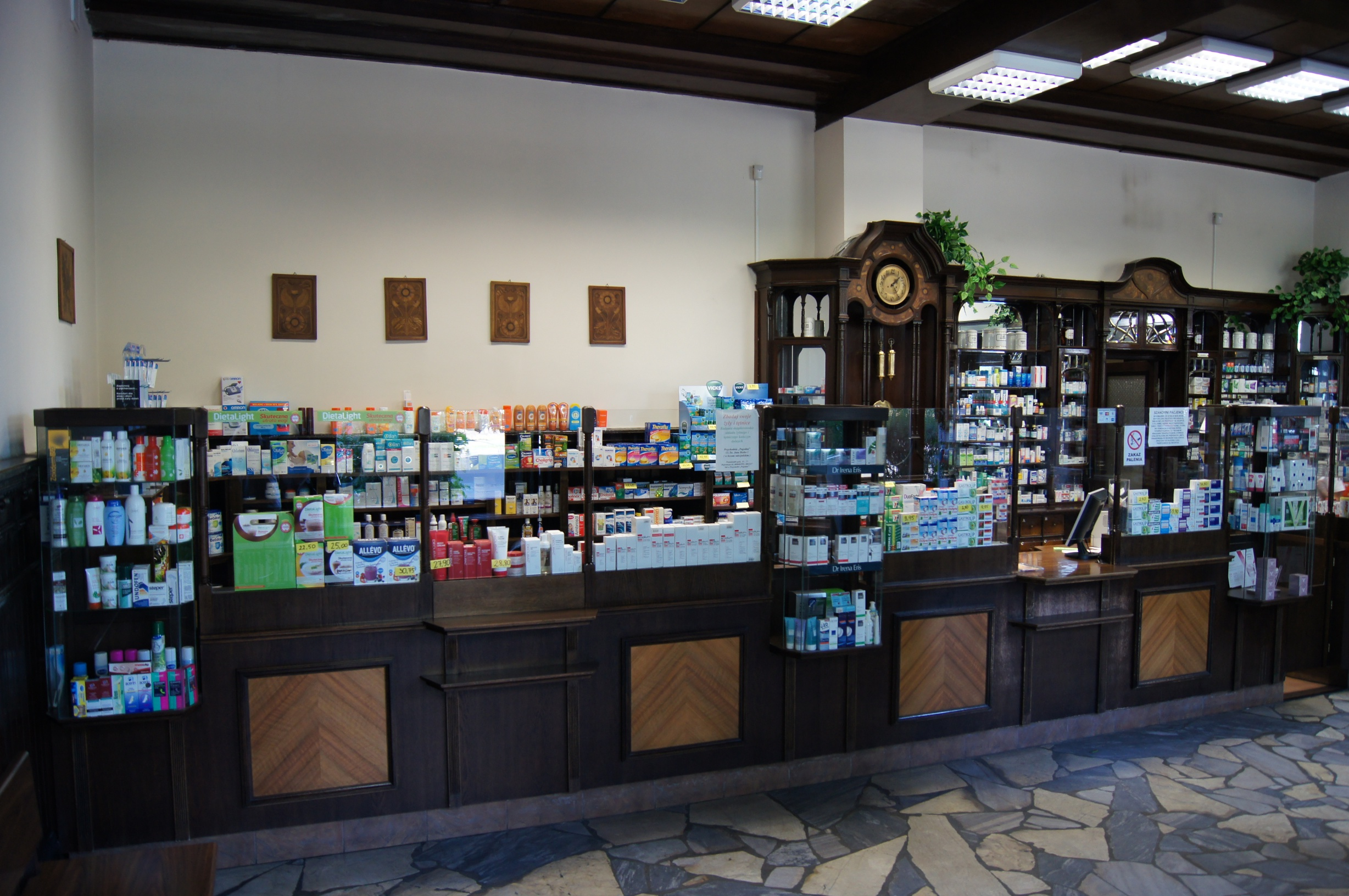
Regał apteczny z zegarem
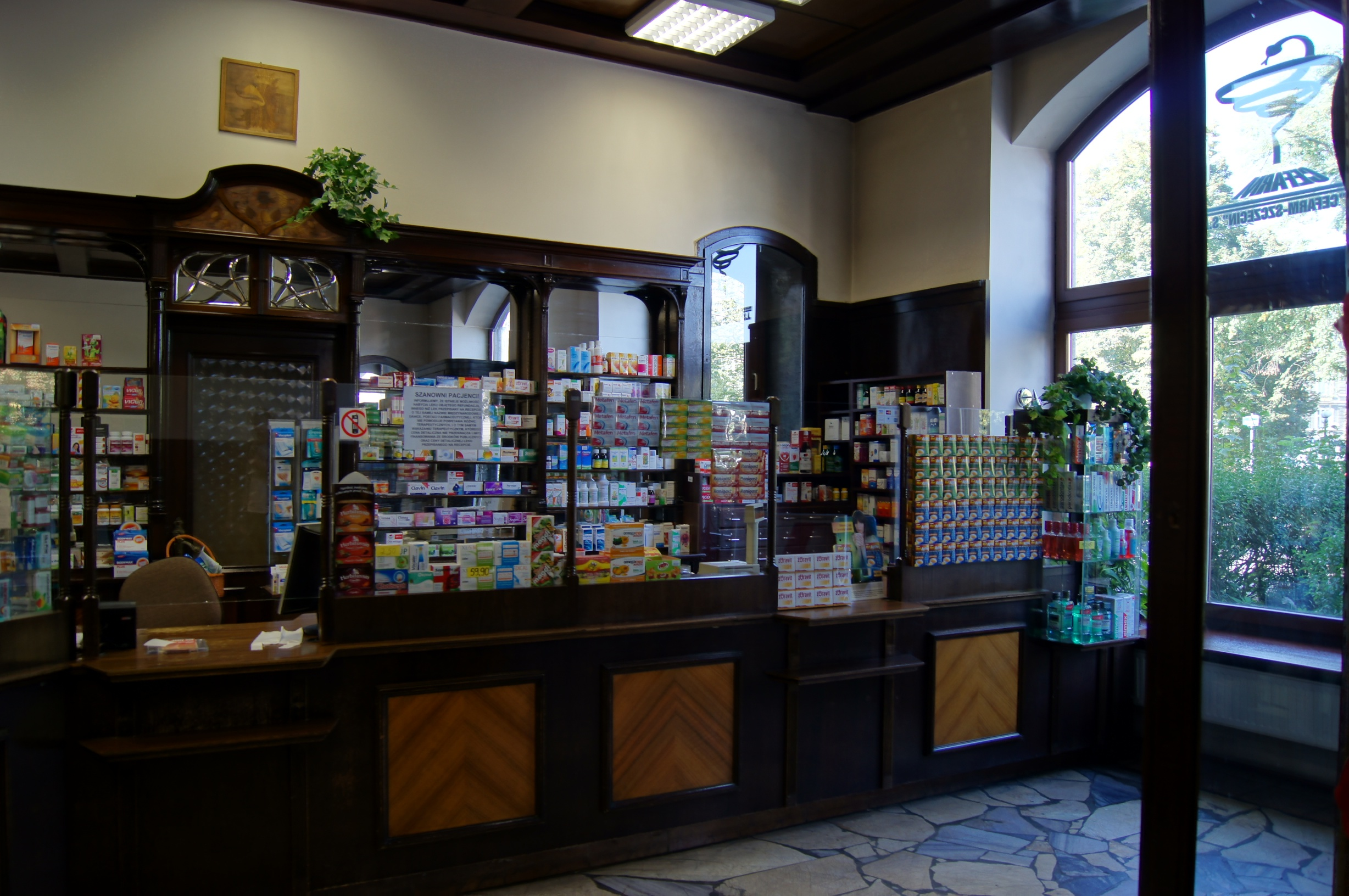
Regał apteczny
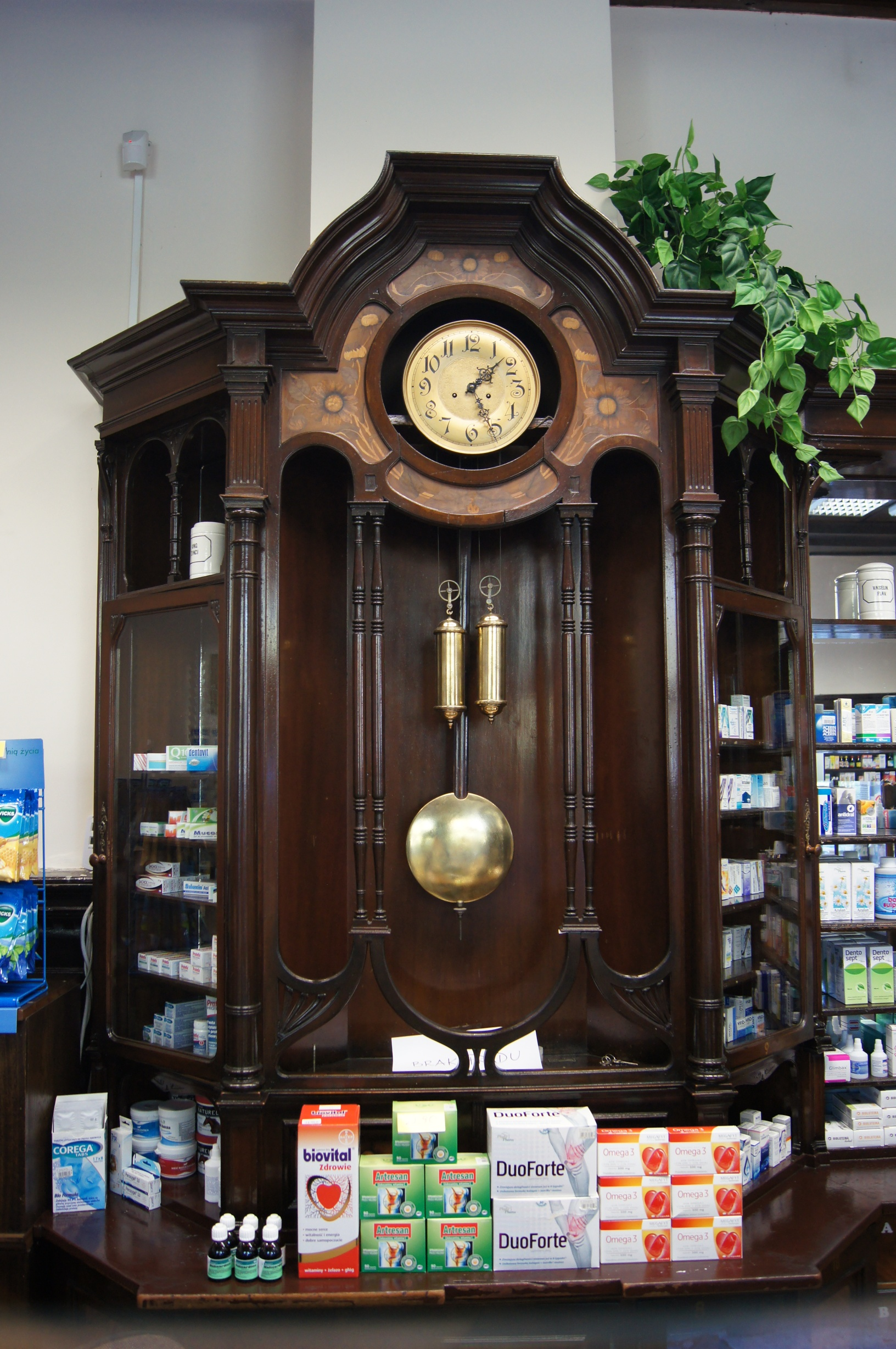
Zegar
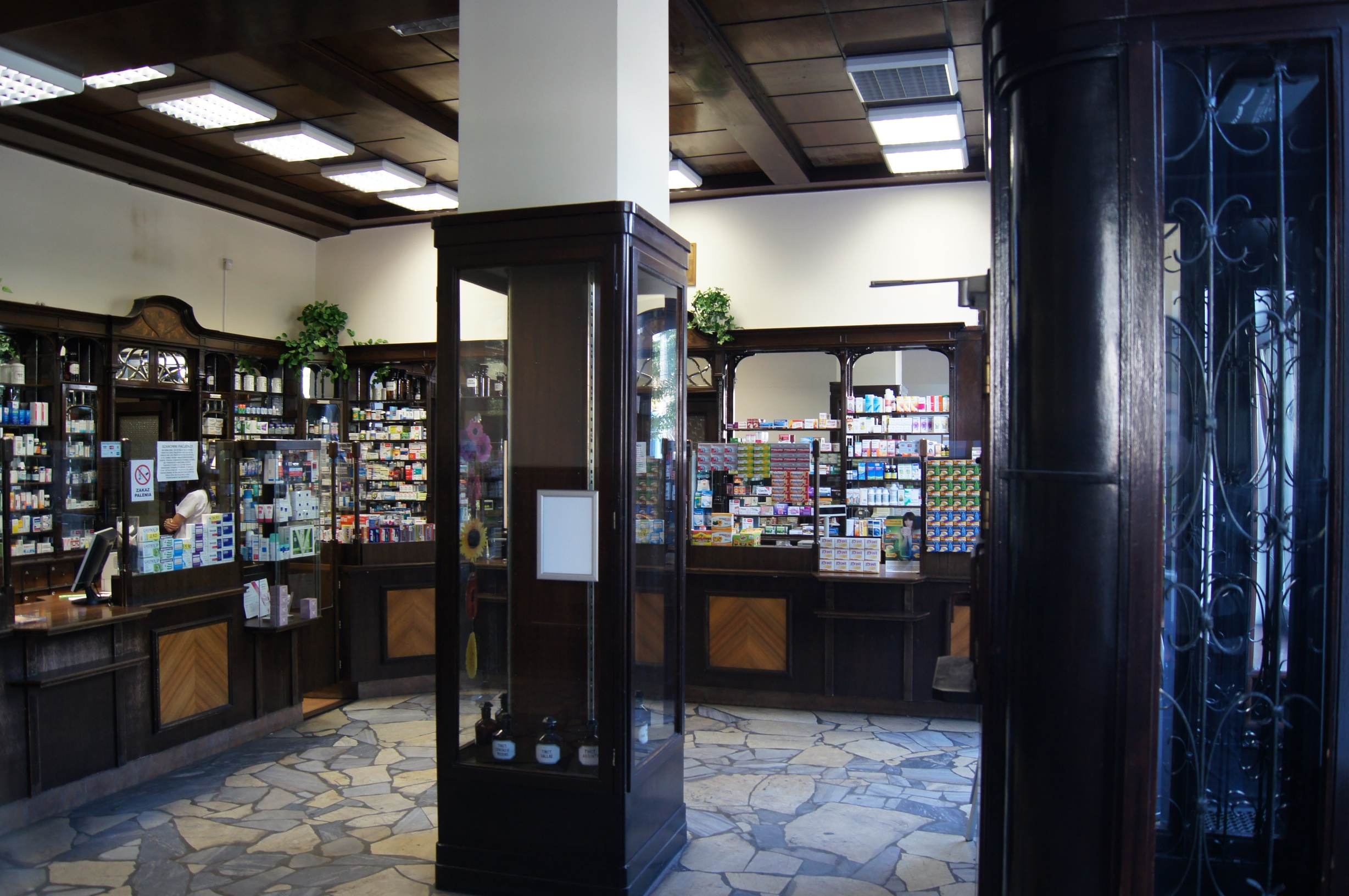
Gablotka z wystawą naczyń aptecznych